# Nekrolog 1546
Nekrolog
◄◄
| ◄
| 1542
| 1543
| 1544
| 1545
| 1546 | 1547 | 1548 | 1549 | 1550 | ► | ►►
Weitere Ereignisse | Allgemeiner Nekrolog 1546
Die Beschreibung der verstorbenen Person sollte so kurz wie möglich gehalten sein und nur deren signifikante Tätigkeit(en) enthalten.
Neue Namen ggf. auch unter dem Geburts- und Sterbedatum, also etwa unter 1. Januar und im Geburts- und Sterbejahr (2024) eintragen (nur bei entsprechender großer Wichtigkeit). Für Beispiele siehe die schon vorhandenen Artikel.
Außerdem über die fünf zuletzt Verstorbenen, zu denen es einen ausreichend guten Artikel für eine Präsentation auf der Hauptseite gibt, nach der todesbedingten Überarbeitung der Artikel ggf. auch unter Wikipedia Diskussion:Hauptseite informieren und sie am besten auch in den anderen Wikipedia-Sprachversionen eintragen. Tipp: Regelmäßig bei news.google.de nach „ist tot“, „gestorben“ oder „verstorben“ suchen.
Wenn eine Person gestorben ist, gibt es viele Seiten zu dieser Person in der Wikipedia, die davon auch betroffen sind und entsprechend aktualisiert werden müssen. Beispiele: Namenübersichtsseite, Geburtsjahr, Geburtsort-Seiten und viele mehr.
Wie finde ich die betroffenen Seiten?
Im Suchfeld auf der linken Seite gibt man den Suchbegriff so ein: „Vorname Nachname“. Dann klickt man auf Volltext und alle Seiten mit entsprechendem Suchtext werden aufgerufen. Hier sieht man dann schnell, wo auch das Todesjahr Sinn macht oder sogar ein Teil des Artikels angepasst werden muss. Auch hilft das „Werkzeug“ auf der linken Seite sehr gut, um solche Seiten aufzufinden: „Links auf diese Seite“. Somit ist die Wikipedia wieder aktuell in allen Bereichen! Hinweis: bei Eintragung der Kategorie „Gestorben JAHR“ wird der Missbrauchsfilter 49 ausgelöst, was jedoch nicht schlimm ist. Siehe: Spezial:Missbrauchsfilter/49
Dies ist eine Liste von im Jahr 1546 verstorbenen bekannten Persönlichkeiten. Die Einträge erfolgen innerhalb der einzelnen Daten alphabetisch sortiert. Tiere sind im Nekrolog für Tiere zu finden.

## Januar
| Tag        | Name                         | Beruf, bekannt als                                          | Alter | Beleg |
| ---------- | ---------------------------- | ----------------------------------------------------------- | ----- | ----- |
| 6. Januar  | Kaspar Löner                 | Kirchenliedkomponist, evangelischer Theologe und Reformator |       |       |
| 11. Januar | Ernst I.                     | Herzog zu Braunschweig-Lüneburg                             | 48    |       |
| 26. Januar | Wolfgang Georg von Schönberg | deutscher Feldmarschall, Hauptmann und Deutschordensritter  |       |       |
| 31. Januar | Gaudenzio Ferrari            | italienischer Maler                                         |       |       |

## Februar
| Tag         | Name                                 | Beruf, bekannt als                | Alter | Beleg |
| ----------- | ------------------------------------ | --------------------------------- | ----- | ----- |
| 6. Februar  | Sophia von Liegnitz                  | Tochter des Herzogs Friedrich II. |       |       |
| 18. Februar | Martin Luther                        | Mönch, Theologe und Reformator    | 62    |       |
| 23. Februar | François de Bourbon, comte d’Enghien | Graf von Enghien                  | 26    |       |

## März
| Tag      | Name             | Beruf, bekannt als                            | Alter | Beleg |
| -------- | ---------------- | --------------------------------------------- | ----- | ----- |
| 1. März  | George Wishart   | schottischer Reformator                       |       |       |
| 20. März | Thomas Elyot     | englischer Schriftsteller                     |       |       |
| 25. März | Konrad Cordatus  | Theologe, Reformator                          |       |       |
| 27. März | Juan Díaz        | spanischer Humanist, Philologe und Protestant |       |       |
| 31. März | Alfonso d’Avalos | italienischer Adeliger und Feldherr           | 44    |       |

## April
| Tag       | Name                      | Beruf, bekannt als                                                         | Alter | Beleg |
| --------- | ------------------------- | -------------------------------------------------------------------------- | ----- | ----- |
| 3. April  | Mikuláš Konáč z Hodiškova | tschechischer Drucker, Verleger, Übersetzer und Schriftsteller             |       |       |
| 4. April  | Johann von Hattstein      | deutscher Adliger, Großprior des Johanniterordens                          |       |       |
| 7. April  | Friedrich Myconius        | deutscher Prediger und Reformator                                          | 55    |       |
| 13. April | Anna Payer                | Äbtissin in Basel                                                          |       |       |
| 22. April | Juan García Loaysa        | Kardinal der römisch-katholischen Kirche und Ordensgeneral der Dominikaner |       |       |

## Mai
| Tag     | Name                    | Beruf, bekannt als                                                | Alter | Beleg |
| ------- | ----------------------- | ----------------------------------------------------------------- | ----- | ----- |
| 17. Mai | Philipp von Hutten      | Welser-Konquistador und kaiserlicher Generalkapitän von Venezuela | 40    |       |
| 17. Mai | Bartholomäus VI. Welser | Augsburger Patrizier                                              | 33    |       |
| 29. Mai | David Beaton            | schottischer Kardinal und Erzbischof von St Andrews               |       |       |

## Juni
| Tag      | Name            | Beruf, bekannt als                | Alter | Beleg |
| -------- | --------------- | --------------------------------- | ----- | ----- |
| 5. Juni  | Johann Knutzen  | deutscher Domherr                 |       |       |
| 13. Juni | Fridolin Sicher | Schweizer Organist und Kalligraph | 56    |       |

## Juli
| Tag      | Name                            | Beruf, bekannt als                                                      | Alter | Beleg |
| -------- | ------------------------------- | ----------------------------------------------------------------------- | ----- | ----- |
| 4. Juli  | Khair ad-Din Barbarossa         | osmanischer Korsar im westlichen Mittelmeer, Herrscher von Algier       |       |       |
| 4. Juli  | Pietro Bonomo                   | italienischer Humanist, Politiker, Bischof von Triest, Bischof von Wien |       |       |
| 5. Juli  | Wolfgang I. zu Castell          | deutscher Landesherr                                                    | 64    |       |
| 8. Juli  | Stephan Roth                    | deutscher Humanist                                                      |       |       |
| 9. Juli  | Robert Maxwell, 4. Lord Maxwell | schottischer Adeliger                                                   |       |       |
| 16. Juli | Anne Askew                      | protestantische Märtyrerin                                              |       |       |

## August
| Tag        | Name                            | Beruf, bekannt als                                                                  | Alter | Beleg |
| ---------- | ------------------------------- | ----------------------------------------------------------------------------------- | ----- | ----- |
| 1. August  | Peter Faber                     | Gefährte des Ignatius von Loyola und Mitbegründer der Jesuiten                      | 40    |       |
| 1. August  | Erasmus Ritter                  | deutsch-schweizerischer reformierter Theologe und Reformator                        |       |       |
| 3. August  | Étienne Dolet                   | französischer Drucker, Verleger, Autor, Übersetzer, Humanist, Latinist und Romanist | 37    |       |
| 3. August  | Antonio da Sangallo der Jüngere | italienischer Architekt                                                             | 62    |       |
| 12. August | Francisco de Vitoria            | katholischer Theologe                                                               |       |       |

## September
| Tag           | Name              | Beruf, bekannt als                                         | Alter | Beleg |
| ------------- | ----------------- | ---------------------------------------------------------- | ----- | ----- |
| 3. September  | Petru Rareș       | Woiwode des Fürstentums Moldau                             |       |       |
| 21. September | Pankratius Klemme | deutscher evangelischer Theologe und Reformator von Danzig |       |       |
| 28. September | Marino Grimani    | italienischer Kardinal und Apostolischer Legat             |       |       |

## Oktober
| Tag         | Name                 | Beruf, bekannt als                                              | Alter | Beleg |
| ----------- | -------------------- | --------------------------------------------------------------- | ----- | ----- |
| 5. Oktober  | Jorge Robledo        | spanischer Konquistador, Eroberer und Stadtgründer in Kolumbien |       |       |
| 6. Oktober  | Pierre Leclerc       | französischer evangelischer Märtyrer                            |       |       |
| 14. Oktober | Johann Magenbuch     | deutscher Mediziner und Leibarzt                                |       |       |
| 15. Oktober | Galiot de Genouillac | französischer Adliger und Diplomat                              |       |       |
| 23. Oktober | Peter Flötner        | deutscher Grafiker, Medailleur und Bildschnitzer                |       |       |

## November
| Tag          | Name                      | Beruf, bekannt als                            | Alter | Beleg |
| ------------ | ------------------------- | --------------------------------------------- | ----- | ----- |
| 1. November  | Giulio Romano             | italienischer Maler, Architekt und Baumeister |       |       |
| 7. November  | Konrad Lagus              | deutscher Rechtswissenschaftler               |       |       |
| 29. November | Wolf Philipp von Hirnheim | Marschall von Württemberg                     |       |       |

## Dezember
| Tag          | Name            | Beruf, bekannt als                    | Alter | Beleg |
| ------------ | --------------- | ------------------------------------- | ----- | ----- |
| 27. Dezember | Johann Schnabel | evangelischer Theologe und Reformator |       |       |

## Datum unbekannt
| Tag | Name                                | Beruf, bekannt als                                                                                                 | Alter | Beleg |
| --- | ----------------------------------- | --- | ----- | ----- |
|     | Sibylla Fugger                      | Ehefrau von Jakob Fugger                                                                                           |       |       |
|     | Valerio Belli                       | italienischer Gemmenschneider                                                                                      |       |       |
|     | Camillo Boccaccino                  | italienischer Maler                                                                                                |       |       |
|     | Jan Stephan van Calcar              | niederländischer Maler und Graphiker                                                                               |       |       |
|     | Wirich V. von Daun-Falkenstein      | deutscher Diplomat und militärischer Befehlshaber, Graf zu Limburg und Falckenstein, Herr zum Oberstein und Broich |       |       |
|     | Hans Ehinger                        | deutscher Politiker                                                                                                |       |       |
|     | Sigmund Fry                         | Schweizer Stadtschreiber und Chronist                                                                              |       |       |
|     | Lukas Furtenagel                    | deutscher Maler |       |       |
|     | Oswald Glait                        | deutscher sabbatarischer Täufer                                                                                    |       |       |
|     | Oswald Hilliger                     | deutscher Geschütz- und Glockengießer                                                                              |       |       |
|     | Jan z Koszyczek                     | polnischer Übersetzer                                                                                              |       |       |
|     | Christian Ketelhot                  | deutscher Reformator                                                                                               |       |       |
|     | Wenzel Köhler                       | deutscher Humanist, Philologe und Mediziner                                                                        |       |       |
|     | Kaspar Leutgeb                      | Benediktiner und Abt der Abtei Niederaltaich                                                                       |       |       |
|     | Sigismund Lobkowicz von Hassenstein | böhmischer Dichter und Schriftsteller                                                                              |       |       |
|     | Leonhard Marstaller                 | katholischer Theologe der Reformationszeit                                                                         |       |       |
|     | Mirabai                             | indische Mystikerin und Dichterin                                                                                  |       |       |
|     | Blasco Núñez de Vela                | Vizekönig von Peru                                                                                                 |       |       |
|     | Francisco de Orellana               | spanischer Konquistador                                                                                            |       |       |
|     | Paul Rebhun                         | deutscher lutherischer Geistlicher und Dichter                                                                     |       |       |
|     | Jelena Štiljanović                  | serbische Despotin, Fürstin und Heilige                                                                            |       |       |
|     | Hieronymus Vietor                   | Buchdrucker in Wien und Krakau                                                                                     |       |       |
|     | Martin Völschow                     | Ratsherr von Greifswald                                                                                            |       |       |
|     | Christoph Walther I                 | deutscher Bildhauer                                                                                                |       |       |
|     | Wilhelm von Manderscheid-Kail       | Abt der Reichsabtei Stablo-Malmedy                                                                                 |       |       |